# Stoggles' Christmas Dinner
Stoggles' Christmas Dinner è un cortometraggio muto del 1913 diretto da W.P. Kellino.

## Trama
Un padre di famiglia non ce la fa a uccidere il gallo domestico che deve servire per il pranzo di Natale.

## Produzione
Il film fu prodotto dalla EcKo.

## Distribuzione
Distribuito dall'Universal Pictures, il film - un cortometraggio di 202 metri - uscì nelle sale cinematografiche britanniche nel dicembre 1913.